# Вечори на хуторі біля Диканьки (фільм, 1961)
«Вечори на хуторі біля Диканьки» (рос. «Вечера на хуторе близ Диканьки») — радянський фільм 1961 року режисера Олександра Роу за мотивами оповідання Миколи Гоголя «Ніч перед Різдвом».

## Сюжет
Екранізація повісті Миколи Васильовича Гоголя «Ніч перед Різдвом» з циклу «Вечори на хуторі біля Диканьки» поставлена «майстром кіноказки» Олександром Роу. Актори розігрують казкову історію, що сталася на українському хуторі поблизу Диканьки в ніч перед Різдвом, коли коваль Вакула, осідлавши чорта, привіз своїй коханій Оксані черевики цариці з російської столиці — Санкт-Петербурга.

## В головних ролях
- Олександр Хвиля — козак Чуб
- Людмила Мизнікова — Оксана, донька Чуба
- Юрій Тавров — коваль Вакула[1]
- Людмила Хитяєва — Солоха, мати Вакули
- Сергій Мартінсон — дяк Осип Никифорович
- Анатолій Кубацький — кум Опанас
- Віра Алтайська — дружина кума Опанаса
- Дмитро Капка — ткач Шапуваленко
- Микола Яковченко — знахар Пацюк
- Сидорчук Марина — Одарка, подружка Оксани
- Георгій Мілляр — чорт/1-ша пліткарка
- Олександр Радунський — сільський голова

## Місце зйомок
Засніжене село, показане у фільмі, знімали під Кіровськом Мурманської області. Багато місцевих жителів допомагали у зйомках, й вони перші 15 грудня 1961 року побачили картину в сільському будинку культури.